# تام شانغ تسونغ
تام شانغ تسونغ (24 مايو 1995 في طوكيو في اليابان – )؛ هو لاعب كرة قدم كان يلعب كلاعب وسط.

## وصلات خارجية
- تام شانغ تسونغ على موقع رابطة كرة القدم اليابانية للمحترفين (اليابانية)
- تام شانغ تسونغ على موقع قاعدة بيانات كرة القدم.إي يو (الإنجليزية)
- تام شانغ تسونغ على موقع Soccerway.com (الإنجليزية)